# Východné rameno Malých Rysov

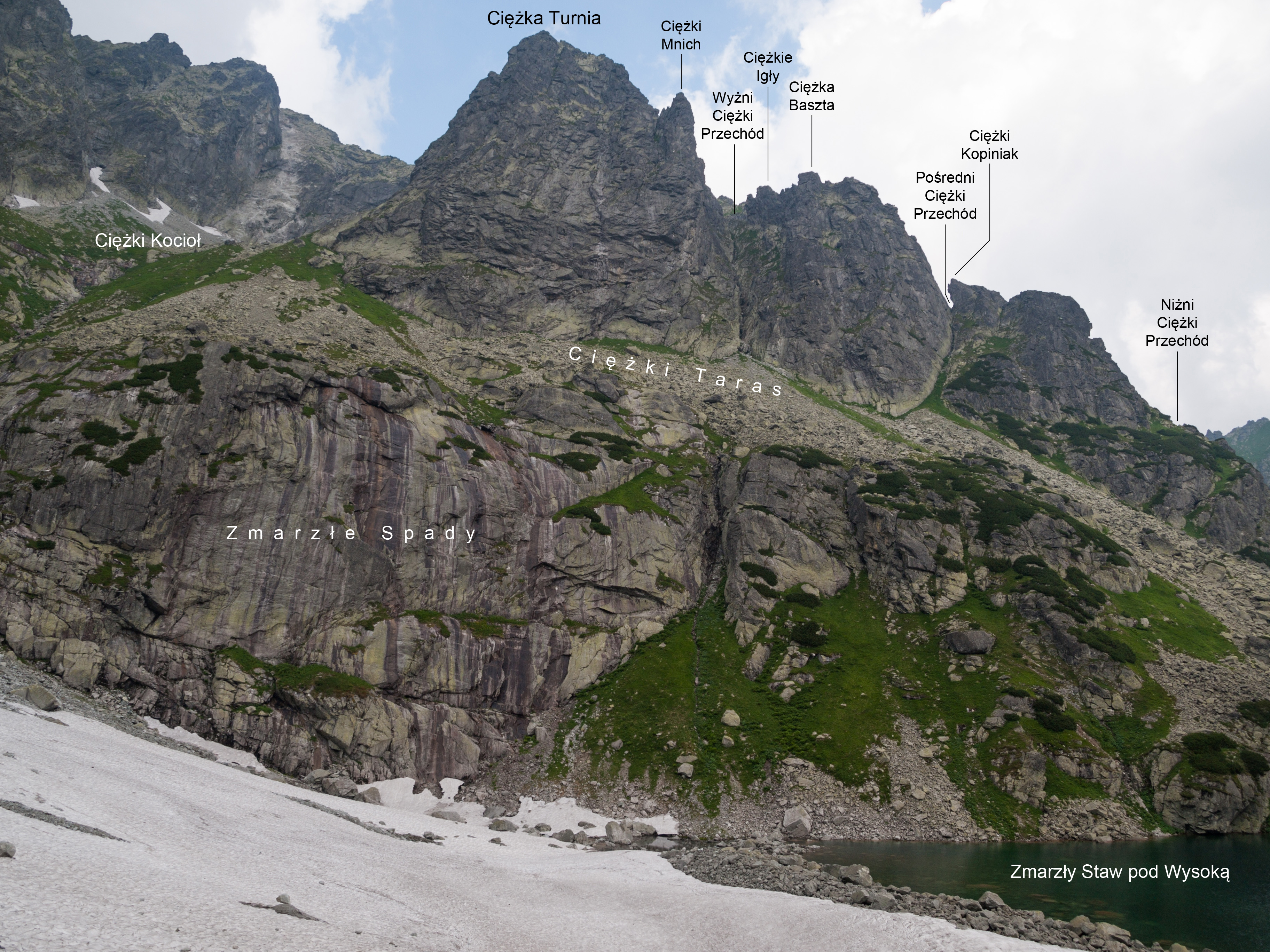
Východní část hřebene od Zmrzlého plesa (polské popisky)

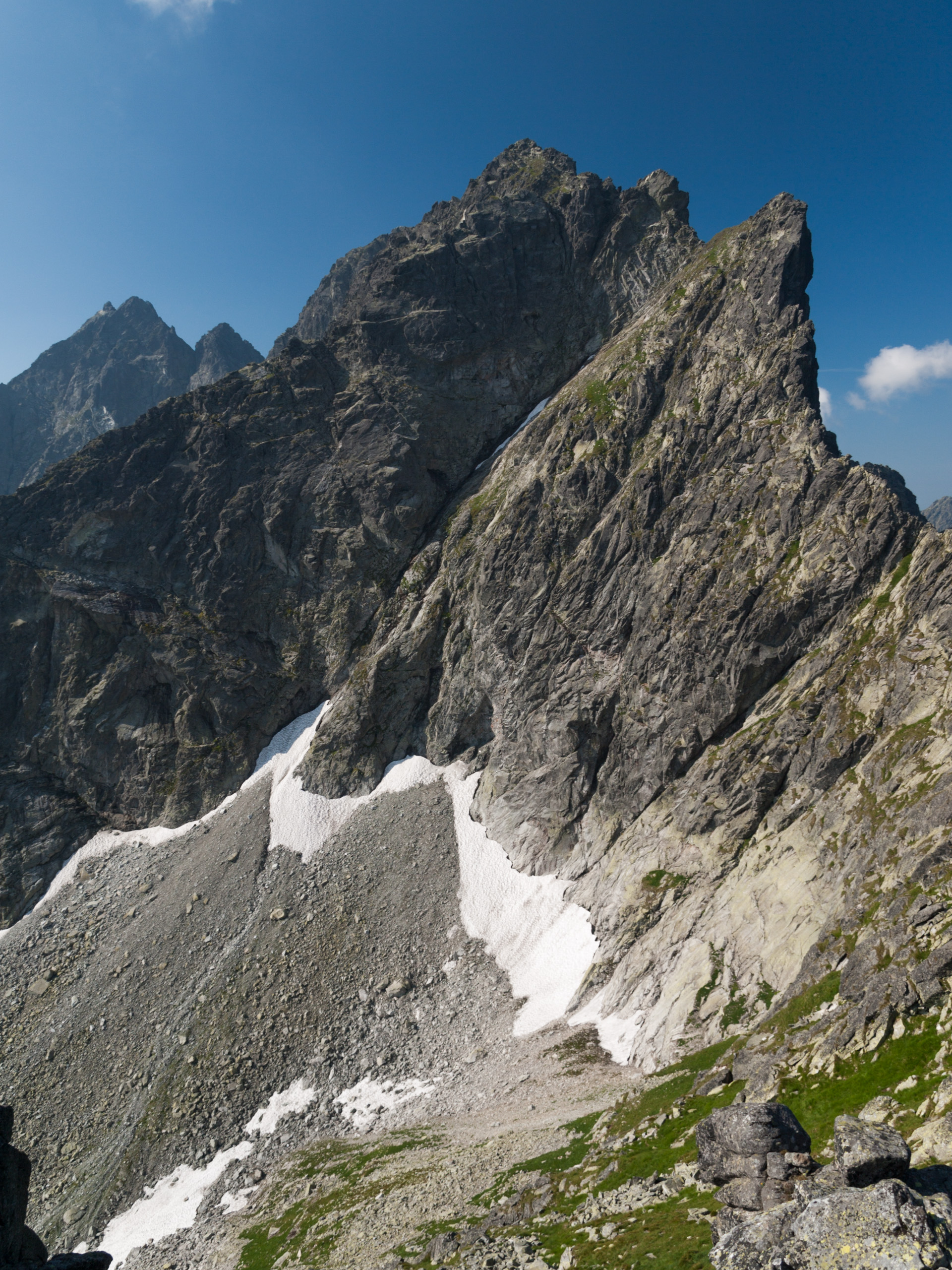
Malé Rysy od severovýchodu

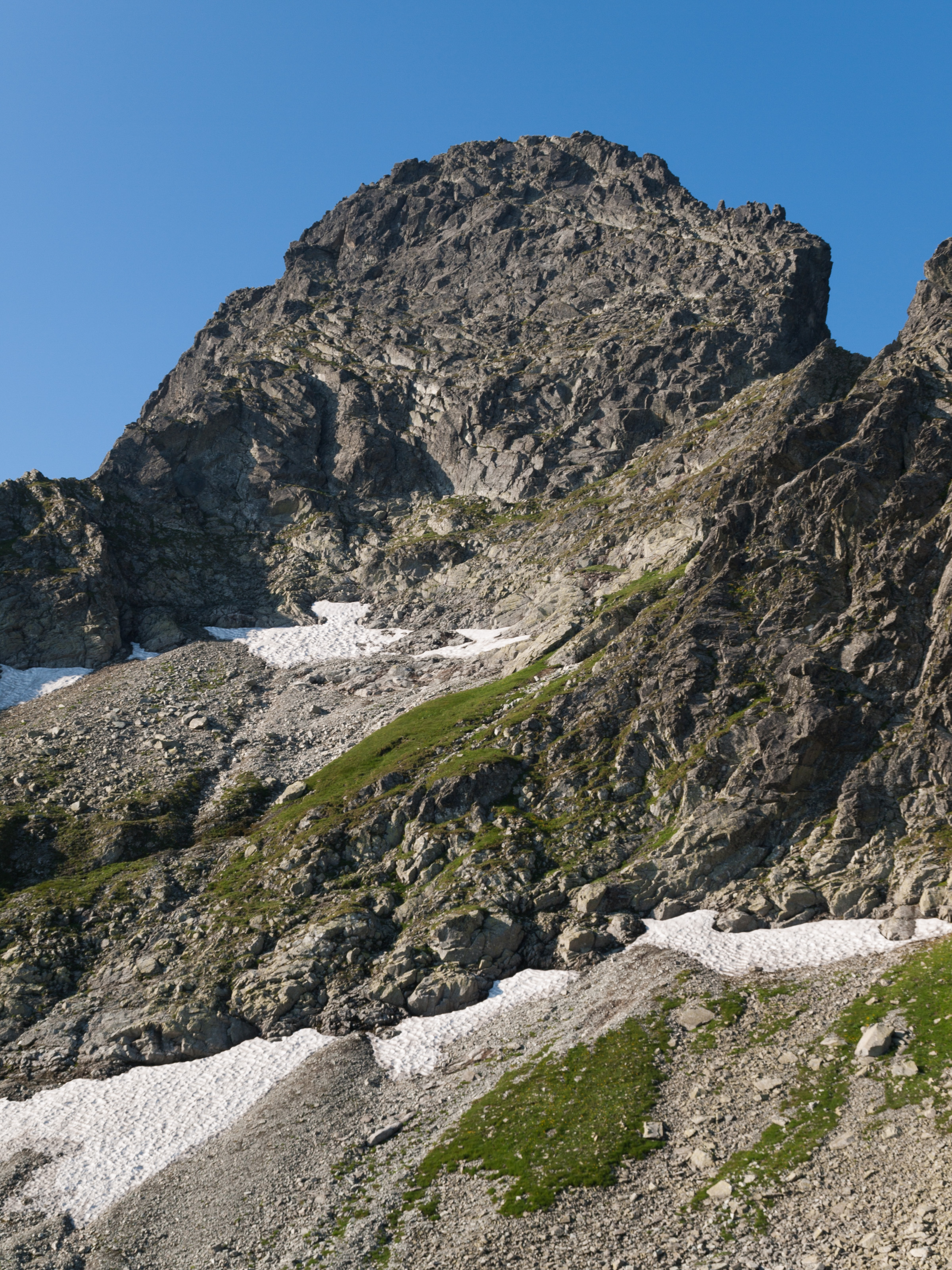
Ťažká veža od severu

Východné rameno Malých Rysov (polsky Wschodnia boczna grań Niżnich Rysów, maďarsky Dénes-csúcs k. oldalgerince, německy Ö-Nebengrat von Türkenkopf) je boční hřeben ve slovenské části Vysokých Tater. Od severní rozsochy Rysů se odděluje v Malých Rysech a směřuje k východu, kde klesá do Ťažké doliny. Hřeben odděluje horní patro Ťažké doliny na jihu a Spádovou dolinku na severu.

## Průběh hřebene
|  | Slovenský název             | Polský název                 | Nadmořská výška (m) | Souřadnice                       |
|  | --------------------------- | ---------------------------- | ------------------- | -------------------------------- |
|  | Malé Rysy                   | Niżnie Rysy                  | 2430                | 49°11′00″ s. š., 20°05′17″ v. d. |
|  | Prostredná Kamzíčia štrbina | Pośrednia Spadowa Przełączka | 2215                |                                  |
|  | Ťažká vežička               | Ciężka Turniczka             | 2220                |                                  |
|  | Kamzíčia štrbina            | Niżnia Spadowa Przełączka    | 2190                | 49°11′00″ s. š., 20°05′33″ v. d. |
|  | Ťažká veža                  | Ciężka Turnia                | 2254                | 49°11′00″ s. š., 20°05′39″ v. d. |
|  | Vyšný Ťažký priechod        | Wyżni Ciężki Przechód        | 2025                |                                  |
|  | Ťažké ihly                  | Ciężkie Igły                 | 2045                |                                  |
|  | Ťažká štrbina               | Ciężka Szczerbina            | 2025                |                                  |
|  | Ťažká Bašta                 | Ciężka Baszta                | 2035                |                                  |
|  | Prostredný Ťažký priechod   | Pośredni Ciężki Przechód     | 1960                |                                  |
|  | Ťažký Kopiniak              | Ciężki Kopiniak              | 1975                |                                  |
|  | Nižný Ťažký priechod        | Niżni Ciężki Przechód        | 1910                |                                  |

## Turistické trasy
V celém hřebeni nejsou v současné době žádné značené trasy, takže oblast je dle pravidel TANAPu pro turisty nepřístupná.